# بلايني تايلور
بلايني تايلور (بالإنجليزية: Blaine Taylor)‏ (14 يناير 1958 - ) هو مدرب كرة سلة ولاعب كرة سلة أمريكي في مركز الهجوم خلفي.

## وصلات خارجية
- بلايني تايلور على موقع كلية كرة السلة في سبورتس رفرنس.كوم (الإنجليزية)
- بلايني تايلور على موقع كلية كرة السلة في سبورتس رفرنس.كوم (الإنجليزية)